# (32484) 2000 TV29
2000 TV29 (asteroide 32484) é um asteroide da cintura principal. Possui uma excentricidade de 0.18972440 e uma inclinação de 16.88261º.
Este asteroide foi descoberto no dia 4 de outubro de 2000 por LINEAR em Socorro.